# Живот према Џиму
Живот према Џиму (енгл. According to Jim) је америчка телевизијска хумористичка серија. Премијерно је емитована од 3. октобра 2001 до 2. јуна 2009. године на каналу ABC. Серија се у Србији емитује од 2. септембра 2013. године на ТВ Б92.

## Радња
Џим и Шерил су брачни пар који живе са ћеркама Грејси и Руби и сином Кајлом. Џим је духовити мушкарац, који жуди за својом омиљеном фотељом и хладним пивом. Непрестано изазива своју супругу, на својствен и шармантан начин, али је увек ту и када јој је потребна подршка. Његов живот би био много лакши без Шерилине сестре Дејн и њеног брата Ендија, архитекте који ради са Џимом.

## Улоге
| Глумац            | Улога |
| ----------------- | ----- |
| Џејмс Белуши      | Џим   |
| Кортни Торн Смит  | Шерил |
| Лари Џо Кембел    | Енди  |
| Кимберли Вилијамс | Дејна |

## Сезоне
| Сезона | Сезона | Епизода | Премијерно емитовање | Премијерно емитовање |
| Сезона | Сезона | Епизода | Почетак емитовања    | Завршетак емитовања  |
| ------ | ------ | ------- | -------------------- | -------------------- |
|        | 1      | 22      | 3. октобар 2001.     | 15. мај 2002.        |
|        | 2      | 28      | 1. октобар 2002.     | 20. мај 2003.        |
|        | 3      | 29      | 23. септембар 2003.  | 25. мај 2004.        |
|        | 4      | 27      | 21. септембар 2004.  | 17. мај 2005.        |
|        | 5      | 22      | 20. септембар 2005.  | 2. мај 2006.         |
|        | 6      | 18      | 3. јануар 2007.      | 16. мај 2007.        |
|        | 7      | 18      | 1. јануар 2008.      | 27. мај 2008.        |
|        | 8      | 18      | 2. децембар 2008.    | 2. јун 2009.         |